# Erlaufsee
Erlaufsee (dříve také Erlafsee) je horské jezero na úpatí alpské oblasti v blízkosti vesnice Mitterbach am Erlaufsee v okresu Lilienfeld v Dolním Rakousku. Jezerem prochází hranice mezi spolkovými zeměmi Dolní Rakousko a Štýrsko.

## Poloha, popis
Jezero je dlouhé zhruba 1,5 km, jeho šířka je asi 450 m. Největší hloubka je 38 m, průměrná hloubka 21,2 m a celková plocha hladiny zhruba 58 ha. Rozkládá se v nadmořské výšce 827 m. Jezerem protéká řeka Erlauf. Jezero je také bohaté na ryby – okouni, štiky, pstruzi, aj.
Jižně od jezera, ve vzdálenosti zhruba 2 km, prochází silnice Zeller Rain Strasse B71, vedoucí z Mariazell do Lunz am See (33 km). Také ale zhruba 2 km východně od jezera prochází silnice Mariazeller Strasse B20 vedoucí z Mariazell na sever do Annabergu (25 km) a dále do Lilienfeldu (55 km).

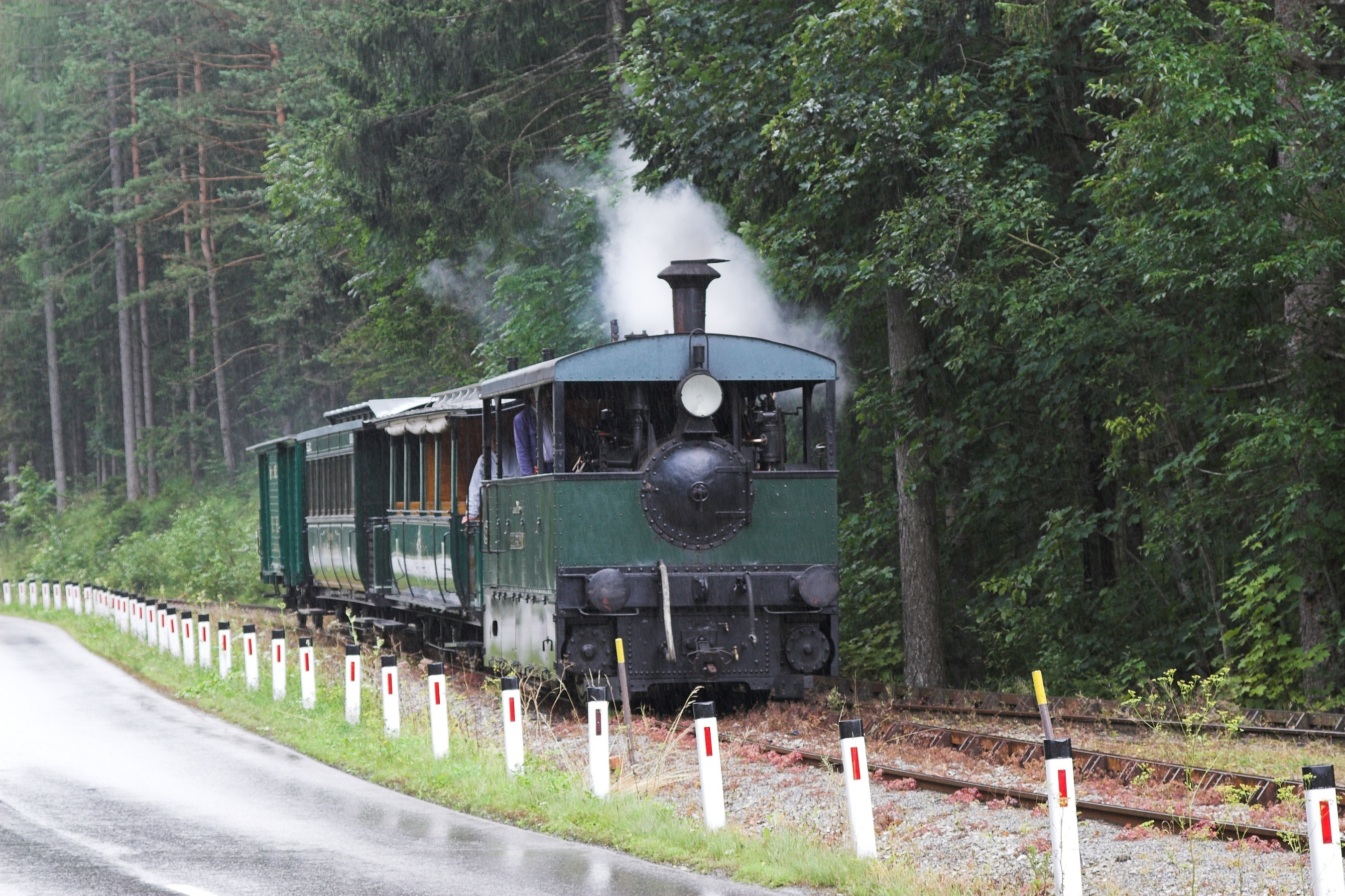
Vláček z Mariazell jede k jezeru

## Využití
Je oblíbeným výletním místem. V letních měsících k jezeru jezdí z Mariazell historická vlaková souprava tažená parní lokomotivou.
Na břehu jezera je restaurace, občerstvení, kempink, půjčovna loděk. Na jezeře jezdí výletní lodě – okružní jízdy. Na jižním břehu jezera je přírodní písečná pláž.
Je zde také zřízena potápěčská škola.